# FIFA (computerspelserie)
FIFA (in oudere edities bekend als FIFA Soccer of FIFA Football) is een reeks voetbalsimulatiespellen waarmee de speler met een land of club kan spelen. De serie bestaat sinds 1993 en werd ontwikkeld door EA Sports. Ook zijn er edities van EK's en WK's. Ieder jaar in september verscheen een nieuwe versie van het spel met updates van ploegen, competities en spelers, en probeert men de kwaliteit van het spel te verbeteren. In 2013 heeft Electronic Arts het contract met FIFA voor het laatst verlengd en mocht het nog tot 2022 FIFA-spellen maken. Op 10 mei 2022 maakten Electronic Arts en de FIFA bekend het contract niet verder te verlengen. Electronic Arts blijft wel voetbalsimulatiespellen maken onder de naam EA Sports FC.

## Spellen

### FIFA
- EA SPORTS FC 2024 (2023)
- FIFA 23 (2022)
- FIFA 22 (2021)
- FIFA 21 (2020)
- FIFA 20 (2019)
- FIFA 19 (2018)
- FIFA 18 (2017)
- FIFA 17 (2016)
- FIFA 16 (2015)
- FIFA 15 (2014)
- FIFA 14 (2013)
- FIFA 13 (2012)
- FIFA 12 (2011)
- FIFA 11 (2010)
- FIFA 10 (2009)
- FIFA 09 (2008)
- FIFA 08 (2007)
- FIFA 07 (2006)
- FIFA 06 (2005)
- FIFA Football 2005 (2004)
- FIFA Football 2004 (2003)
- FIFA Football 2003 (2002)
- FIFA Football 2002 (2001)
- FIFA 2001 (2000)
- FIFA 2000 (1999)
- FIFA '99 (1998)
- FIFA '98: Road To World Cup (1997)
- FIFA '97 (1996)
- FIFA Soccer '96 (1995)
- FIFA Soccer '95 (1994)
- FIFA International Soccer (ook wel bekend als FIFA '94) (1993)

### Overige titels
Daarnaast zijn er ook spellen uitgekomen specifiek gericht op het wereldkampioenschap, het Europees kampioenschap, de Champions League, straatvoetbal en management.

#### FIFA World Cup
- 2018 FIFA World Cup (Gratis DLC bij FIFA 18)
- 2014 FIFA World Cup
- 2010 FIFA World Cup
- 2006 FIFA World Cup
- FIFA 06: Road To FIFA World Cup
- 2002 FIFA World Cup
- World Cup 98

#### UEFA Euro
- UEFA Euro 2012 (Betaalde DLC bij FIFA 12)
- UEFA Euro 2008
- UEFA Euro 2004
- UEFA Euro 2000

#### UEFA Champions League
- UEFA Champions League 2006–2007 (2007)
- UEFA Champions League 2004-2005 (2005)

#### FIFA Street
- FIFA Street (2012)
- FIFA Street 3 (2008)
- FIFA Street 2 (2006)
- FIFA Street (2005)

#### FIFA Manager
- FIFA Manager 14
- FIFA Manager 13
- FIFA Manager 12
- FIFA Manager 11
- FIFA Manager 10
- FIFA Manager 09
- FIFA Manager 08
- FIFA Manager 07
- FIFA Manager 06
- Premier League Manager (1999, 2000)
- FIFA Soccer Manager (1997)

#### FIFA Mobile
- FIFA Mobile (2023)
- FIFA Mobile (2022)
- FIFA Mobile (2021)
- FIFA Mobile (2020)
- FIFA Mobile (2019)
- FIFA Mobile (2018)
- FIFA Mobile (2017)
- FIFA Mobile (2016)

## Trivia
- De FIFA-serie is de enige serie die tien jaar achter elkaar op eenzelfde spelcomputer is verschenen, en deed dat voor zowel de PlayStation (FIFA Soccer '96 - FIFA Football 2005) als de PlayStation 2 (FIFA 2001 - FIFA 14).
- Er werd met FIFA van 2016 tot 2023 een e-sports Eredivisie gespeeld, de zogenaamde e-divisie. Deze wordt gespeeld met de clubs die in de echte Nederlandse Eredivisie spelen en loopt parallel aan deze eredivisie. Hiervoor kiest elke eredivisieclub een e-sporter en vanaf het seizoen 2019/2020 twee e-sporters uit die de betreffende club vertegenwoordigen in de e-divisie, die met behulp van de FIFA-spellen wordt gespeeld. Deze virtuele competitie kent net als de echte Eredivisie een landskampioen. De e-divisie start enkele weken na het moment dat het nieuwe FIFA-spel uitkomt en wordt dan met dit spel gespeeld. Echter wordt deze competitie niet gespeeld met de daadwerkelijke spelers van de club maar mogen de e-sporters hun eigen team in elkaar zetten met behulp van FUT (Fifa Ultimate Team). Deze competitie wordt vanaf seizoen 2023/2024 gespeeld met spellen van EA Sports FC.
- Er werd met FIFA van 2018 tot 2023 een e-sports Pro League gespeeld, de zogenaamde Proximus ePro League. Deze wordt gespeeld met de clubs die in de echte Belgische Pro League spelen. Deze virtuele competitie kent net als de echte Pro League een landskampioen. In het seizoen 2018-2019 won Royal Excel Mouscron deze competitie. Deze e-sports Pro League is de Belgische versie van de e-divisie. Ook deze competitie wordt in 2023 voortgezet met spellen van EA Sports FC.
- België heeft ook een nationaal FIFA-team, dat de Belgian eDevils heet. Het was het tweede Europese land dat zo'n team heeft, na Frankrijk. Het team bestaat uit vier spelers, anno 2019 zijn dit Stefano Pinna ‘StefanoPinna22’, Geoffrey Meghoe ‘Blake Revenge’, Quentin Vande Wattyne ‘Shadoow’ en Jason De Villers ‘Ardixa’.[3]
- Sinds oktober 2020 heeft ook Nederland een nationaal FIFA-(vanaf 2023 EA Sports FC-)team, het Digitaal Nederlands Elftal. Hiermee is Nederland het derde land dat zo'n team heeft.[4]
- Op 15 november 2019 moest de politie in Utrecht-Noord uitrukken voor een man die de hele buurt bij elkaar schreeuwde omdat hij een potje FIFA had verloren. Omwonenden die het geschreeuw hoorden, dachten dat het om huiselijk geweld ging en belden daarom de politie. Het bleek dus loos alarm te zijn geweest.[5]